# Västerplana storäng
Västerplana storäng är ett naturreservat inom Kinnekulle naturvårdsområde i Götene kommun i Västergötland.
Reservatet ligger på sydvästra delen av platåberget Kinnekulle. Där finns branta stup, lövskogar och hagmarker. Från branten har man en vidsträckt utsikt över Kinneviken med Kålland och Läckö slott samt Fågelöarna närmast stranden. Området är skyddat sedan 2002 och är 95 hektar stort. Västerplana storäng ingår i EU:s nätverk av skyddade områden, Natura 2000.

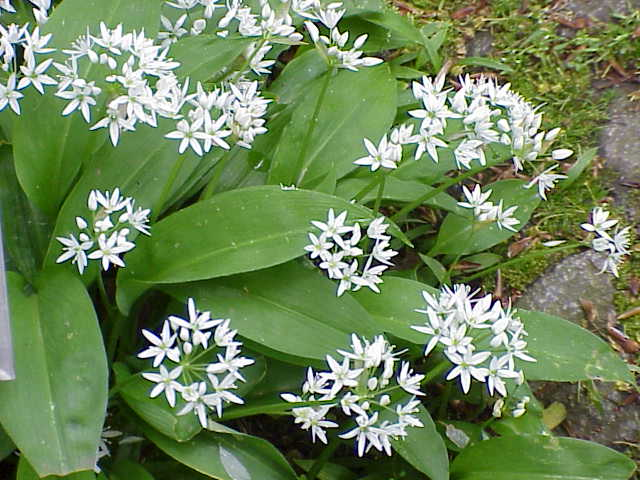
Ramslök

Området sträcker sig fem km längs Kinnekulle sydvästra sida. Där finns ett 20 meter högt längsgående stup ner mot sjön Vänern. I detta branta område växer lövskog och det finns ett rikt fågelliv. Högre upp är marken mera flack med betade hagmarker och gamla lövträd såsom ek och lind. Här växer på våren ramslök. Inom området finns stensträngar, rösen och terrasser som spår efter 2 000-3 000 år gamla odlingar. Tidigare har det varit stora sammanhängande slåttermarker som beskrivs i Linnés västgötaresa från 1746. 
Reservatet kan nås med Kinnekulletåget och en promenad från Blombergs station. Genom reservatets södra del går Kinnekulle vandringsled.